# Folsomides pinicolus
Folsomides pinicolus är en urinsektsart som beskrevs av Fjellberg 1993. Folsomides pinicolus ingår i släktet Folsomides och familjen Isotomidae. Inga underarter finns listade i Catalogue of Life.